# Liste der Stolpersteine in Purmerend

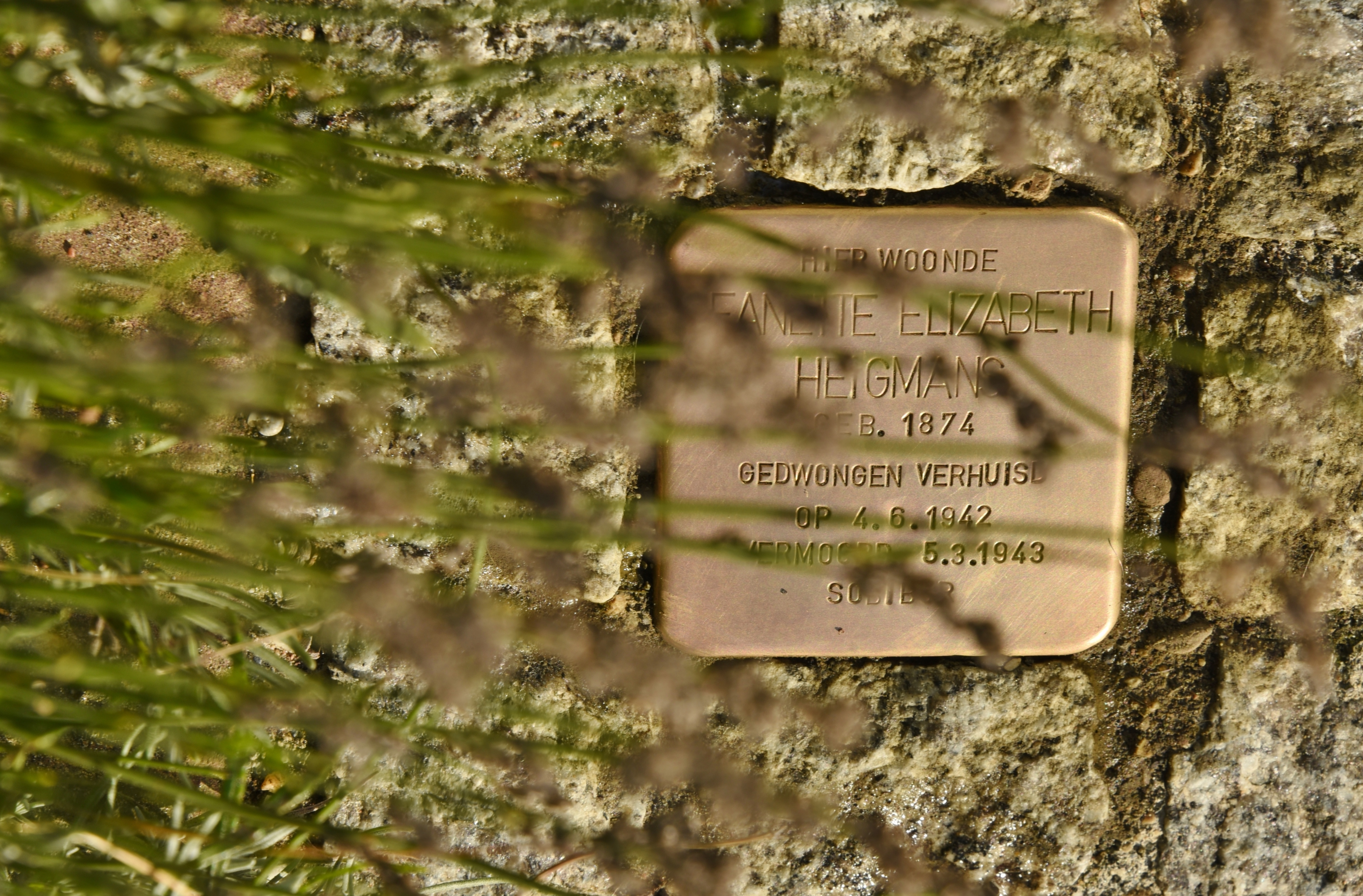
Der erste in Purmerend verlegte Stolperstein, gewidmet Jeanette Elizabeth Heigmans

Die Liste der Stolpersteine in Purmerend umfasst jene Stolpersteine, die vom deutschen Künstler Gunter Demnig in Purmerend verlegt wurden, einer Gemeinde in der niederländischen Provinz Nordholland, gelegen nördlich von Amsterdam. Stolpersteine sind Opfern des Nationalsozialismus gewidmet, all jenen, die vom NS-Regime drangsaliert, deportiert, ermordet, in die Emigration oder in den Suizid getrieben wurden. Demnig verlegt für jedes Opfer einen eigenen Stein, im Regelfall vor dem letzten selbst gewählten Wohnsitz.
Die Verlegung des ersten Stolpersteines in Purmerend fand am 24. Februar 2015 statt.

## Verlegte Stolpersteine
In Purmerend wurden fünf Stolpersteine an zwei Adressen verlegt.
| Stolperstein | Übersetzung | Verlegeort                                     | Name, Leben                             |
| ------------ | --- | ---------------------------------------------- | --------------------------------------- |
|              | HIER WOHNTE ABRAHAM HAÏM CORTISSOS GEBOREN 1891 1942 GEZWUNGEN SEIN HAUS ZU VERLASSEN 1943 DEPORTIERT ERMORDET SOBIBOR     | Purmerend, Thorbeckekade 12                    | Abraham Haïm Cortissos (1891–194?)      |
|              | HIER WOHNTE JEANETTE ELIZABETH HEIGMANS GEBOREN 1874 GEZWUNGEN IHR HAUS ZU VERLASSEN OP 4.6.1942 ERMORDET 5.3.1943 SOBIBOR | Purmerend, Wolthuissingel 1 (vor De Rusthoeve) | Jeanette Elizabeth Heigmans (1874–1943) |
|              | HIER WOHNTE ISAAK JACOB ZWART GEBOREN 1897 1942 GEZWUNGEN SEIN HAUS ZU VERLASSEN 1942 DEPORTIERT ERMORDET AUSCHWITZ        | Purmerend, Thorbeckekade 12                    | Isaak Jacob Zwart (1897–194?)           |
|              | HIER WOHNTE JUDA ZWART GEBOREN 1928 1942 GEZWUNGEN SEIN HAUS ZU VERLASSEN 1942 DEPORTIERT ERMORDET AUSCHWITZ               | Purmerend, Thorbeckekade 12                    | Juda Zwart (1928–194?)                  |
|              | HIER WOHNTE JEANETTE ZWART ENGELSMAN GEBOREN 1899 1942 GEZWUNGEN SEIN HAUS ZU VERLASSEN 1942 DEPORTIERT ERMORDET AUSCHWITZ | Purmerend, Thorbeckekade 12                    | Jeanette Zwart Engelsman (1899–194?)    |

## Verlegungen
- 24. Februar 2015: Wolthuissingel 1[6]
- 3. Oktober 2019: Thorbeckekade 12[7]

Beide Verlegungen erfolgten durch Gunter Demnig persönlich.